# Mollicutes
Mollicutes — незвичайна група бактерій, що не мають клітинної стінки, яка є характерною ознакою всіх близько пов'язаних бактерій. Група звичайно класифікується у ранзі класу. Назва «мікоплазми» інколи вживається у широкому сенсі не тільки до представників ряду Mycoplasmatales, але й до деяких інших Mollicutes.
Клас Mollicutes включає відомих патогенів рослин Phytoplasma і Spiroplasma, які переносяться за допомогою векторів — комах. Декілька Mollicutes викликають хвороби в людях, паразитуючи на клітинах дихальних або сечостатевих шляхів. Патогенні види включають деяких представників роду Mycoplasma, Ureaplasma urealyticum і Erysipelothrix rhusiopathiae.
Mollicutes (особливо представники роду Mycoplasma) — найменші відомі бактерії (за виключенням гіпотетичних нанобактерій, існування яких ще не доведено) завдяки відсутності клітинної стінки. Індивідуальні клітини дуже маленькі, зазвичай тільки 0,2-0,3 μм за розміром, і мають різні форми, від майже сферичної у Mycoplasma до спіральної у Spiroplasma. Багато видів рухливі, та пересуваються як за допомогою різних видів бактеріального ковзання (Mycoplasma та інші), так і за допомогою руху всього тіла в рідині (Spiroplasma).
На додаток до їх простої структури, Mollicutes мають дуже прості геноми. Наприклад, Mycoplasma genitalium має повний розмір генома 580 000 пар основ, найменший секвентирований геном на цей час. Хоча вони раніше розглядалися як можливі кандидати на найпримітивніші бактерії, зараз вважається, що вони розвилися від грам-позитивних Firmicutes в результаті зворотної еволюції, і зараз класифікуються разом з ними.